# Pukkisaaret (ö i Mellersta Finland, Jämsä)
Pukkisaaret är en liten ögrupp i Finland. Den ligger i sjön Lahnajärvi och i kommunen Jämsä i den ekonomiska regionen  Jämsä  och landskapet Mellersta Finland, i den södra delen av landet, 210 km norr om huvudstaden Helsingfors. Öns area är 0,6 hektar och dess största längd är 160 meter i sydöst-nordvästlig riktning.  Notera att namnet antyder att det är fråga om flera öar.